# Softbol nos Jogos Pan-Americanos de 2015
Os torneios de softbol nos Jogos Pan-Americanos de 2015 foram realizados entre 12 e 26 de julho no President's Choice Ajax Pan Am Ballpark, em Ajax. O softbol é um dos oito esportes do Pan que não fazem parte do programa atual dos Jogos Olímpicos (esteve pela última vez em Pequim 2008).
Contou com o retorno do torneio masculino, que não era disputado desde os Jogos Pan-Americanos de 2003, em Santo Domingo. Seis equipes participaram tanto do torneio masculino quanto do feminino, que tiveram o mesmo formato de disputa. Na primeira fase as equipes integraram um grupo único onde todas se enfrentam, classificando as quatro melhores para as semifinais.

## Calendário
| Julho   | 7 | 8 | 9 | 10 | 11 | 12 | 13 | 14 | 15 | 16 | 17 | 18 | 19 | 20 | 21 | 22 | 23 | 24 | 25 | 26 |
| ------- | - | - | - | -- | -- | -- | -- | -- | -- | -- | -- | -- | -- | -- | -- | -- | -- | -- | -- | -- |
| Softbol |   |   |   |    |    |    |    |    |    |    |    | 1  |    |    |    |    |    |    |    | 1  |

|  | Dia de competição |  | Dia de final |

## Países participantes
Um total de nove delegações enviaram equipes para as competições de softbol. Canadá, Estados Unidos e República Dominicana participaram tanto do torneio masculino quanto do feminino.
| - ARG Argentina (15) - BRA Brasil (15) - CAN Canadá (30) - CUB Cuba (15) - USA Estados Unidos (30) | - MEX México (15) - PUR Porto Rico (15) - DOM República Dominicana (30) - VEN Venezuela (15) |

## Medalhistas
| Evento             | Ouro | Prata | Bronze |
| ------------------ | --- | --- | --- |
| Masculino detalhes | Kevin Schellenberg Jason Sanford Andy Skelton Jason Hill Ian Fehrman Mathieu Roy Brandon Horn Jeff Ellsworth Brad Ezekiel Derek Mayson Paul Koert Stephen Mullaley Sean Cleary Ryan Boland Ryan Wolfe CAN Canadá        | Tulio Linares Pedro González Joan Colombo Kerlis Rivero Jorge Lima Luiger Pinto Arturo Acacio Rogelio Sequera Erick Urbaneja Irán Páez John Zambrano Edwin Linares Rafael Flores Yeider Chirinos Ramón Jones VEN Venezuela                      | Huemul Mata Juan Zara Pablo Montero Santiago Carril Mariano Montero Mauricio Cáceres Juan Malarczuk Manuel Godoy Bruno Motroni Juan Potolicchio Sebastián Gervasutti Fernando Petric Teo Migliavacca Román Godoy Gustavo Godoy ARG Argentina          |
| Feminino detalhes  | Jenna Caira Jocelyn Cater Larissa Franklin Sara Groenewegen Megan Gurski Karissa Hovinga Joey Lye Erika Polidori Kaleigh Rafter Sara Riske Jennifer Salling Megan Timpf Logan White Natalie Wideman Jenn Yee CAN Canadá | Valerie Arioto Allyson Carda Raven Chavanne Amanda Chidester Kellie Fox Lauren Gibson Janelle Lindvall Haylie McCleney Jessica Moore Michelle Moultrie Sara Nevins Sierra Romero Kelsey Stewart Janette Takeda Jaclyn Traina USA Estados Unidos | Dayanira Díaz Galis Lozada Kiara Nazario Elicia D'Orazio Yahelis Muñoz Gabriela Palacios Aleshia Ocasio Karla Claudio Monica Santos Shemiah Sánchez Quianna Díaz-Patterson Sahvanna Jaquish Nicole Osterman Yairka Morán Yazmín Torres PUR Porto Rico |

## Quadro de medalhas
| Ordem | País               | Medalha de ouro | Medalha de prata | Medalha de bronze |   |
| ----- | ------------------ | --------------- | ---------------- | ----------------- | - |
| 1     | CAN Canadá         | 2               |                  |                   | 2 |
| 2     | USA Estados Unidos |                 | 1                |                   | 1 |
|       | VEN Venezuela      |                 | 1                |                   | 1 |
| 4     | ARG Argentina      |                 |                  | 1                 | 1 |
|       | PUR Porto Rico     |                 |                  | 1                 | 1 |
| TOTAL | TOTAL              | 2               | 2                | 2                 | 6 |